# Go Eun-bi
Go Eun-bi (hangul: 고은비; hanja: 高恩妃; Seul, 23 de novembro de 1992 – 3 de setembro de 2014), mais conhecida pelo nome artístico EunB, foi uma cantora sul-coreana e dançarina. Ela foi integrante do grupo feminino Ladies' Code.

## Biografia

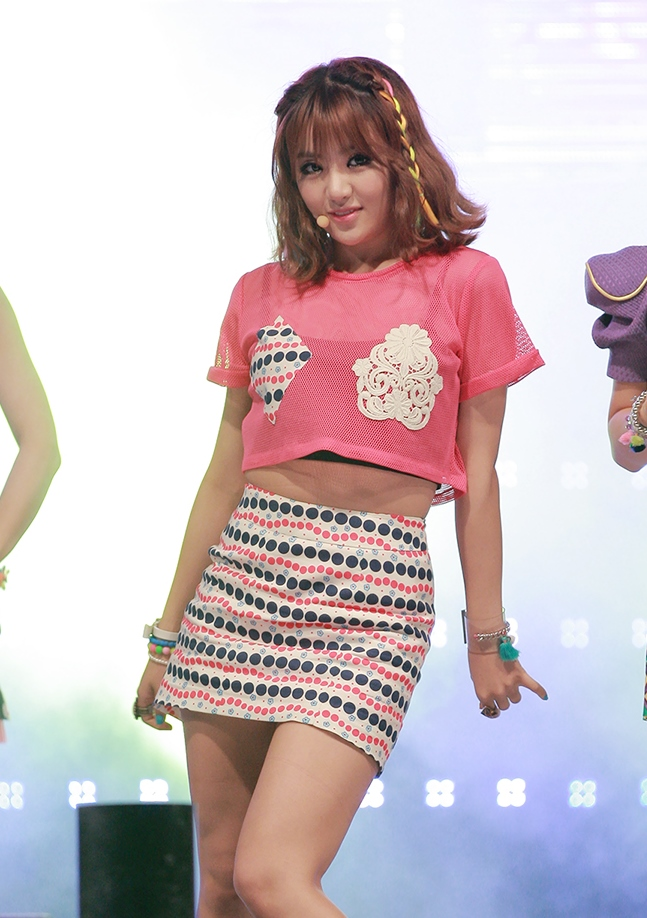
EunB em outubro de 2013.

EunB formou-se pela Hanlim Multi Art School, uma escola secundária onde muitos jovens ídolos coreanos frequentam. Antes de sua estreia, ela era conhecida por estar associada com o âncora da SBS, Kim Sung-joon. A Polaris Entertainment confirmou que EunB e Kim Sung-joon são parentes.

## Carreira

### Estréia com Ladies' Code
Em 27 de fevereiro de 2013, um teaser de EunB foi lançado na conta oficial da Polaris Entertainment no YouTube antes da estreia no Ladies' Code, em 7 de março de 2013. O grupo estreou com o mini-álbum "Code#01 Bad Girl", e apresentou-se no M! Countdown no mesmo dia.

## Morte
No dia 3 de Setembro de 2014, as integrantes do Ladies' Code se envolveram em um acidente rodoviário. A van onde estavam chocou-se contra um muro de proteção nas proximidades de um cruzamento em Singal-dong, na Via Expressa Yeongdong. O acidente ocorreu por volta das 1:20 a.m. EunB faleceu na hora. Os outros seis passageiros foram levados para o Hospital St. Vicent da Universidade Católica da Coreia, em Suwon. As integrantes RiSe e Sojung ficaram gravemente feridas e passaram por cirurgias, até que, no dia 7 de Setembro de 2014, RiSe também veio a falecer. As condições chuvosas deixaram a rodovia escorregadia, fazendo com que o carro em frente da van derrapasse. O motorista tentou evitar a colisão, mas a van acabou aquaplanando antes de bater no muro de proteção. Também foi relatado que os airbags não foram ativados.

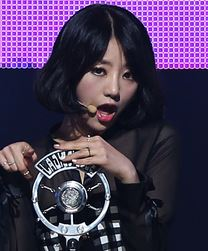
EunB em 2014